# Хокеј на леду на Зимским олимпијским играма 2018 — квалификације за жене
Квалификације за женски хокејашки турнир на Зимским олимпијским играма 2018. одржавају се у периоду између августа 2016. и фебруара 2017. године. Право наступа на ОИ обезбедило је 6 репрезентација директно на основу ИИХФ Ранг листе након Светског првенства 2016. године, док су се две репрезентације пласирале након квалификација.

## Квалификоване репрезентације
| Турнир | Датум                           | Локација | Квота | Квалификовани               |
| --- | ------------------------------- | -------- | ----- | --------------------------- |
| Домаћин | 19. септембар 2014.             |          | 1     | Јужна Кореја                |
| ИИХФ Ранг листа, која обухвата следеће догађаје: Светско првенство 2013. Зимске олимпијске игре 2014. Светско првенство 2014. Светско првенство 2015. Светско првенство 2016. | 7. децембар 2012. — април 2016. | Камлупс^ | 8     | Канада · Сједињене Државе · |
| Завршни квалификациони турнир | 9—12. фебруар 2017.             |          | 1     |                             |
| Завршни квалификациони турнир | 9—12. фебруар 2017.             |          | 1     |                             |
| Укупно |                                 |          | 12    |                             |